# رامون تريموسا
رامون تريموسا (بالإسبانية: Ramon Tremosa)‏ (و. 1965 – م) هو سياسي، وعالم اقتصاد، وبروفسور من إسبانيا . ولد في برشلونة . تولى منصب عضو البرلمان الأوروبي (منذ 1 يوليو 2009) .
وهو عضو في Democratic Convergence of Catalonia .

## التعليم
تعلم في جامعة برشلونة

## مناصب وهيئات
أدار جامعة برشلونة.